# Rihar
Rihar je priimek več znanih Slovencev:
- Ana Rihar Šmid (1926—2015), geologinja
- Anton Rihar (1819—1894), izdelovalec glasbil
- Avgusta (Gusti) Rihar, fotografinja
- Franc Rihar (1858—1919), duhovnik in nabožni pisec
- Gabrijel Rihar, varilski strokovnjak
- Gregor Rihar, star. (1796—1863), skladatelj
- Gregor Rihar, ml. (1845—1868), skladatelj
- Gregor Rihar, arhitekt, direktor IZTR
- Ice (Ivan) Rihar, hokejist (pred 2. svetovno vojno)
- Janez Rihar (*1942), duhovnik, monsinjor, častni član društva Slovenija v svetu
- Jože Rihar (1914—2002), agronom, agrokemik, čebelarski strokovnjak
- Jurij Rihar, restavrirator (secesijskega) pohištva iz krivljenega lesa (Thonet)
- Jožef Rihar (1759—1807), duhovnik in prevajalec Svetega pisma
- Lenart Rihar, teolog, ravnatelj Rafaelove družbe /predsednik Vincencijeve družbe?
- Luitgarda (Rozalija) Rihar (1862—1923), redovnica, učiteljica in poučna publicistka
- Marjan Rihar, dr. elektrotehnike, direktor Zbornice elektronske in elektroindustrije (nekdanji župan Vrhnike)
- Mirko Rihar, nogometaš (po 2. svetovni vojni)
- Niko Rihar (1929—2017), agronom, kmetijski šolnik in politik